# 少女小渔 (电影)
《少女小漁》電影於1995年，由台灣的中央電影公司出品。

## 主要演員
- 劉若英 飾：小漁
- 庹宗華 飾：江偉
- Marj Dusay 飾：麗妲(Rita)
- Daniel J. Travanti 飾：馬里歐（Mario）

## 主要劇組人員
- 出品人：江奉琪
- 製片：徐立功、李安、Dolly Hall
- 導演：張艾嘉
- 編劇：張艾嘉、李安
- 作曲：鮑比達
- 攝影指導：Joe de Salvo
- 藝術指導：李錫榮

## 電影歌曲
主題曲：〈離開〉
演唱：辛曉琪
作詞：丁曉雯
作曲：黃大煒
編曲：黃大煒
插曲：〈決定〉
演唱：辛曉琪
作詞：陸弘宇
作曲：陸弘宇
編曲：何朝元
- 主演劉若英翻唱的版本收錄於1995年發行的個人專輯《少女小漁劉若英的美麗與哀愁》

粵語版插曲：〈兩個世界〉
演唱：劉若英
作詞：林夕
作曲：陸弘宇
編曲：何朝元

## 參展與得獎紀錄
- 1995年，第40屆亞太影展：最佳影片、最佳藝術指導、最佳女主角、最佳音效、最佳編劇
- 1996年，比利時根特影展「國際影評協會獎」

## 外部連結
- 開眼電影網上《少女小渔》的資料（繁體中文）
- 香港影庫上《少女小渔》的資料（繁體中文）
- 时光网上《少女小渔》的資料（简体中文）
- 豆瓣电影上《少女小渔》的資料 （简体中文）
- 爛番茄上《少女小渔》的資料（英文）
- AllMovie上《少女小渔》的资料（英文）
- 互联网电影数据库（IMDb）上《少女小渔》的资料（英文）
- 中華民國新聞局臺灣電影網：少女小漁